# 陈志明 (计算数学家)
陈志明（1965年7月—），男，籍贯浙江湖州，生于江苏苏州，中国计算数学家，中国科学院数学与系统科学研究院研究员，中国科学院院士。主要从事数值分析和科学计算的研究。

## 生平
1986年毕业于南京大学数学系，1989年在中国科学院数学研究所获硕士学位，1992年于德国奥格斯堡大学获博士学位。1992年3月-1994年5月在德国慕尼黑技术大学做博士后。
1994年6月起在中国科学院数学研究所工作，现任中国科学院数学与系统科学研究院研究员。
2006年3月至2015年5月任中国科学院科学与工程计算国家重点实验室主任.2007年5月至2017年9月任中国科学院数学与系统科学研究院计算数学与科学工程计算研究所所长。兼任科技部973项目“高性能科学计算研究”（2005年12月－2010年11月）和“适应于千万亿次科学计算的新型计算模式”（2011年1月－2015年8月）的首席科学家。
2017年当选为中国科学院院士。

## 社会兼职
现兼任《Journal of Computational Mathematics》主编，《Mathematics of Computation》、 《Numerische Mathematik》和《SIAM Journal on Numerical Analysis》等学术刊物的编委。

## 学术贡献
深入研究了无界区域完美匹配层方法的数学理论和应用，与合作者提出了亥姆霍兹方程的波源转移区域分裂算法，获得区域分裂方法的理想计算复杂性。
系统研究了偏微分方程的有限元后验误差估计理论及自适应有限元方法，与人合作取得椭圆障碍问题、非线性对流扩散方程有限元后验误差估计的创新性成果。与合作者提出了非均匀多孔介质中流动问题的多尺度混合有限元方法，在工程界得到重视和应用。

## 荣誉
2000年入选中国科学院“百人计划”，获国家杰出青年基金。
2001年获冯康科学计算奖。2006年在国际数学家大会上做邀请报告。2009年获国家自然科学二等奖。2015年获中国数学会陈省身数学奖。